# Saison 1932-1933 de la LNH
Saison précédente Saison suivante
La saison 1932-1933 est la seizième saison de la Ligue nationale de hockey, au cours de laquelle neuf équipes ont joué 48 matchs.
Le trophée de la meilleure recrue est décerné pour la première fois. Le premier joueur récompensé est Carl Voss des Falcons de Détroit. Ces mêmes Falcons décident de changer de nom pour devenir les Red Wings de Détroit.

## Saison régulière

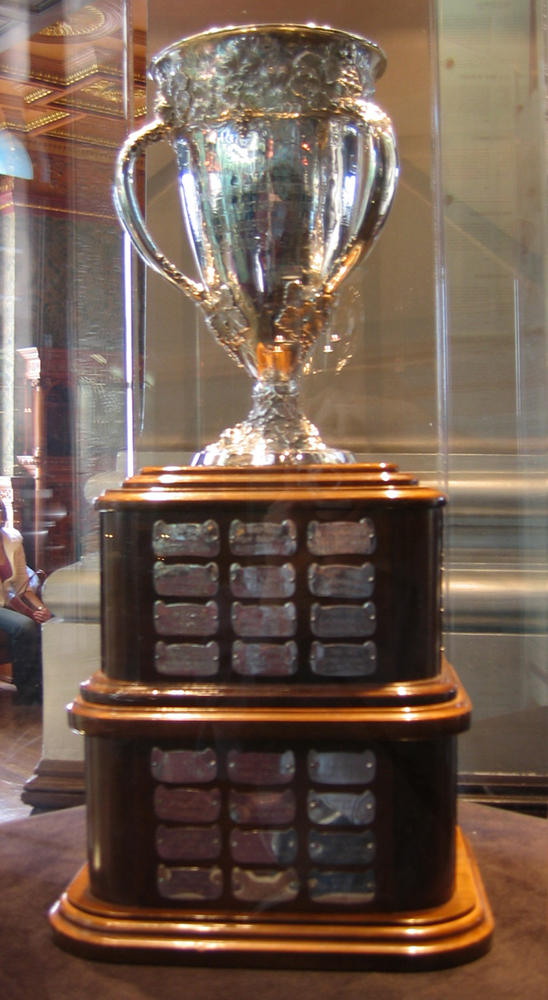
Trophée Calder

Après une saison sans jouer afin d'essayer de se reconstruire financièrement, les Sénateurs d'Ottawa effectuent leur retour au sein de la LNH. Ils réalisent une bonne première partie de saison mais ne confirment pas en seconde partie et finissent derniers de la division Canadienne. À l'inverse les Canadiens de Montréal commencent mal la saison mais réussissent à se placer à la troisième place de la division et à se qualifier pour les séries éliminatoires.
Les Red Wings et les Bruins de Boston finissent la saison avec le même nombre de points, 58, et battent tous les deux le record précédent. En raison de la différence de buts particulière, ce sont les Bruins qui sont déclarés vainqueurs de la division Américaine.

### Classements finaux
Les trois premières équipes de chaque division sont qualifiées pour les séries éliminatoires. Les premiers de chaque division sont directement qualifiés pour les demi-finales alors que les quatre autres équipes jouent un quart de finale. 
| Clt   | Équipe                 | PJ | V  | D  | N  | BP  | BC  | Pts |
| ----- | ---------------------- | -- | -- | -- | -- | --- | --- | --- |
| +001, | Maple Leafs de Toronto | 48 | 24 | 18 | 6  | 119 | 111 | 54  |
| +002, | Maroons de Montréal    | 48 | 22 | 20 | 6  | 135 | 119 | 50  |
| +003, | Canadiens de Montréal  | 48 | 18 | 25 | 5  | 92  | 115 | 41  |
| +004, | Americans de New York  | 48 | 15 | 22 | 11 | 91  | 118 | 41  |
| +005, | Sénateurs d'Ottawa     | 48 | 11 | 27 | 10 | 88  | 131 | 32  |

| Clt   | Équipe                 | PJ | V  | D  | N  | BP  | BC  | Pts |
| ----- | ---------------------- | -- | -- | -- | -- | --- | --- | --- |
| +001, | Bruins de Boston       | 48 | 25 | 15 | 8  | 124 | 88  | 58  |
| +002, | Red Wings de Détroit   | 48 | 25 | 15 | 8  | 111 | 93  | 58  |
| +003, | Rangers de New York    | 48 | 23 | 17 | 8  | 135 | 107 | 54  |
| +004, | Black Hawks de Chicago | 48 | 16 | 20 | 12 | 88  | 101 | 44  |

- Vainqueur du trophée Prince de Galles
- Qualifié pour les demi-finales des séries éliminatoires
- Qualifié pour les quarts de finale des séries éliminatoires

### Meilleurs pointeurs
| Joueur          | Équipe              | PJ | B  | A  | Pts |
| --------------- | ------------------- | -- | -- | -- | --- |
| Bill Cook       | Rangers de New York | 48 | 28 | 22 | 50  |
| Busher Jackson  | Toronto             | 48 | 27 | 17 | 44  |
| Baldy Northcott | Maroons de Montréal | 48 | 22 | 21 | 43  |
| Hooley Smith    | Maroons de Montréal | 48 | 20 | 21 | 41  |
| Paul Haynes     | Maroons de Montréal | 48 | 16 | 25 | 41  |

## Séries éliminatoires

### Arbre de qualification
|  | Quarts de finale       | Quarts de finale       | Quarts de finale       | Quarts de finale       |                      |                      | Demi-finales                      | Demi-finales                      | Demi-finales                      | Demi-finales                      |  |  | Finale               | Finale               | Finale               | Finale               |
|  |                        |                        |                        |                        |                      |                      |                                   |                                   |                                   |                                   |  |  |                      |                      |                      |                      |
|  |                        |                        |                        |                        |                      |                      | 25, 28 et 30 mars, 1er et 3 avril | 25, 28 et 30 mars, 1er et 3 avril | 25, 28 et 30 mars, 1er et 3 avril | 25, 28 et 30 mars, 1er et 3 avril |  |  | 4, 8, 11 et 13 avril | 4, 8, 11 et 13 avril | 4, 8, 11 et 13 avril | 4, 8, 11 et 13 avril |
|  |                        |                        |                        |                        |                      |                      | 25, 28 et 30 mars, 1er et 3 avril | 25, 28 et 30 mars, 1er et 3 avril | 25, 28 et 30 mars, 1er et 3 avril | 25, 28 et 30 mars, 1er et 3 avril |  |  | 4, 8, 11 et 13 avril | 4, 8, 11 et 13 avril | 4, 8, 11 et 13 avril | 4, 8, 11 et 13 avril |
|  |                        |                        |                        |                        |                      |                      | 25, 28 et 30 mars, 1er et 3 avril | 25, 28 et 30 mars, 1er et 3 avril | 25, 28 et 30 mars, 1er et 3 avril | 25, 28 et 30 mars, 1er et 3 avril |  |  | 4, 8, 11 et 13 avril | 4, 8, 11 et 13 avril | 4, 8, 11 et 13 avril | 4, 8, 11 et 13 avril |
|  |                        |                        |                        |                        |                      |                      | 25, 28 et 30 mars, 1er et 3 avril | 25, 28 et 30 mars, 1er et 3 avril | 25, 28 et 30 mars, 1er et 3 avril | 25, 28 et 30 mars, 1er et 3 avril |  |  | 4, 8, 11 et 13 avril | 4, 8, 11 et 13 avril | 4, 8, 11 et 13 avril | 4, 8, 11 et 13 avril |
|  |                        |                        |                        |                        |                      |                      | 25, 28 et 30 mars, 1er et 3 avril | 25, 28 et 30 mars, 1er et 3 avril | 25, 28 et 30 mars, 1er et 3 avril | 25, 28 et 30 mars, 1er et 3 avril |  |  | 4, 8, 11 et 13 avril | 4, 8, 11 et 13 avril | 4, 8, 11 et 13 avril | 4, 8, 11 et 13 avril |
|  | Bruins de Boston       | Bruins de Boston       | 2                      | 2                      |                      |                      |                                   |                                   |                                   |                                   |  |  | 4, 8, 11 et 13 avril | 4, 8, 11 et 13 avril | 4, 8, 11 et 13 avril | 4, 8, 11 et 13 avril |
|  | Bruins de Boston       | Bruins de Boston       | 2                      | 2                      |                      |                      |                                   |                                   |                                   |                                   |  |  | 4, 8, 11 et 13 avril | 4, 8, 11 et 13 avril | 4, 8, 11 et 13 avril | 4, 8, 11 et 13 avril |
|  |                        |                        | Maple Leafs de Toronto | Maple Leafs de Toronto | 3                    | 3                    |                                   |                                   |                                   |                                   |  |  | 4, 8, 11 et 13 avril | 4, 8, 11 et 13 avril | 4, 8, 11 et 13 avril | 4, 8, 11 et 13 avril |
|  |                        |                        |                        |                        | 3                    | 3                    |                                   |                                   |                                   |                                   |  |  | 4, 8, 11 et 13 avril | 4, 8, 11 et 13 avril | 4, 8, 11 et 13 avril | 4, 8, 11 et 13 avril |
|  |                        | 30 mars et 1er avril   |                        |                        |                      |                      |                                   |                                   |                                   |                                   |  |  | 4, 8, 11 et 13 avril | 4, 8, 11 et 13 avril | 4, 8, 11 et 13 avril | 4, 8, 11 et 13 avril |
|  |                        |                        |                        |                        |                      |                      |                                   |                                   |                                   |                                   |  |  | 4, 8, 11 et 13 avril | 4, 8, 11 et 13 avril | 4, 8, 11 et 13 avril | 4, 8, 11 et 13 avril |
|  | Maple Leafs de Toronto | Maple Leafs de Toronto | 1                      | 1                      |                      |                      |                                   |                                   |                                   |                                   |  |  |                      |                      |                      |                      |
|  | Maple Leafs de Toronto | Maple Leafs de Toronto | 1                      | 1                      | 25 et 28 mars        |                      |                                   |                                   |                                   |                                   |  |  |                      |                      |                      |                      |
|  |                        |                        | Rangers de New York    | Rangers de New York    | 3                    | 3                    |                                   |                                   |                                   |                                   |  |  |                      |                      |                      |                      |
|  | Red Wings de Détroit   | Red Wings de Détroit   | Rangers de New York    | Rangers de New York    | 3                    | 3                    | 5                                 | 5                                 |                                   |                                   |  |  |                      |                      |                      |                      |
|  | Red Wings de Détroit   | Red Wings de Détroit   |                        |                        |                      |                      |                                   |                                   |                                   |                                   |  |  |                      |                      |                      |                      |
|  | Maroons de Montréal    | Maroons de Montréal    | 2                      | 2                      |                      |                      |                                   |                                   |                                   |                                   |  |  |                      |                      |                      |                      |
|  | Maroons de Montréal    | Maroons de Montréal    | 2                      | 2                      | Red Wings de Détroit | Red Wings de Détroit | 3                                 | 3                                 |                                   |                                   |  |  |                      |                      |                      |                      |
|  | 26 et 28 mars          |                        |                        |                        | Red Wings de Détroit | Red Wings de Détroit | 3                                 | 3                                 |                                   |                                   |  |  |                      |                      |                      |                      |
|  |                        |                        | Rangers de New York    | Rangers de New York    | 6                    | 6                    |                                   |                                   |                                   |                                   |  |  |                      |                      |                      |                      |
|  | Rangers de New York    | Rangers de New York    | Rangers de New York    | Rangers de New York    | 6                    | 6                    | 8                                 | 8                                 |                                   |                                   |  |  |                      |                      |                      |                      |
|  | Rangers de New York    | Rangers de New York    |                        |                        |                      |                      |                                   | 8                                 |                                   |                                   |  |  |                      |                      |                      |                      |
|  | Canadiens de Montréal  | Canadiens de Montréal  | 5                      | 5                      |                      |                      |                                   |                                   |                                   |                                   |  |  |                      |                      |                      |                      |
|  | Canadiens de Montréal  | Canadiens de Montréal  | 5                      | 5                      |                      |                      |                                   |                                   |                                   |                                   |  |  |                      |                      |                      |                      |
|  |                        |                        |                        |                        |                      |                      |                                   |                                   |                                   |                                   |  |  |                      |                      |                      |                      |

### Finale de la Coupe Stanley
Les Rangers de New York menés par les frères Bill et Bun Cook, tous deux ailiers et Frank Boucher au centre, battent  en finale de Coupe Stanley les Maple Leafs de Toronto sur le score de 3 matchs à 1.
| 4 avril | New York | 5-1 | Toronto |  |

| 8 avril | Toronto | 1-3 | New York |  |

| 11 avril | Toronto | 3-2 | New York |  |

| 13 avril | Toronto | 0-1 (pr) (0-0, 0-0, 0-0, 0-1) | New York | Maple Leafs Garden 13 500 spectateurs |

| Feuille de match | Feuille de match | Feuille de match | Feuille de match                | Feuille de match                       |
| ---------------- | ---------------- | ---------------- | ------------------------------- | -------------------------------------- |
|                  |                  | 0-1              | W. Cook (Keeling) — 67 min 34 s | Arbitrage : Odie Claighorn A. G. Smith |
| Chabot           | Gardiens         | Aitkenhead       |                                 | Arbitrage : Odie Claighorn A. G. Smith |
|                  |                  |                  |                                 | Arbitrage : Odie Claighorn A. G. Smith |
|                  |                  |                  |                                 | Arbitrage : Odie Claighorn A. G. Smith |

## Honneurs remis aux joueurs et aux équipes

### Trophées
| Trophée           | Joueur        | Équipe               |
| ----------------- | ------------- | -------------------- |
| Trophée Calder    | Carl Voss     | Red Wings de Détroit |
| Trophée Hart      | Eddie Shore   | Bruins de Boston     |
| Trophée Lady Byng | Frank Boucher | Rangers de New York  |
| Trophée Vézina    | Tiny Thompson | Bruins de Boston     |

| Trophée                  | Équipe                 |
| ------------------------ | ---------------------- |
| Trophée Prince de Galles | Bruins de Boston       |
| Trophée O'Brien          | Maple Leafs de Toronto |
| Coupe Stanley            | Rangers de New York    |

### Équipes d'étoiles
| Position       | Première équipe | Première équipe      | Deuxième équipe  | Deuxième équipe        |
| Position       | Joueur          | Équipe               | Joueur           | Équipe                 |
| -------------- | --------------- | -------------------- | ---------------- | ---------------------- |
| Gardien de but | John Ross Roach | Red Wings de Détroit | Charlie Gardiner | Black Hawks de Chicago |
| Défenseur      | Ching Johnson   | Rangers de New York  | King Clancy      | Maple Leafs de Toronto |
| Défenseur      | Eddie Shore     | Bruins de Boston     | Lionel Conacher  | Maroons de Montréal    |
| Ailier gauche  | Baldy Northcott | Maroons de Montréal  | Busher Jackson   | Maple Leafs de Toronto |
| Centre         | Frank Boucher   | Rangers de New York  | Howie Morenz     | Canadiens de Montréal  |
| Ailier droit   | Bill Cook       | Rangers de New York  | Charlie Conacher | Maple Leafs de Toronto |